# Modello Kermack-McKendrick
Il Modello Kermack-McKendrick è un modello matematico sviluppato nel 1927 dagli scienziati William Ogilvy Kermack e Anderson Gray McKendrick (A Contribution to the Mathematical Theory of Epidemics). Questo modello teorico sarà destinato a diventare uno dei principali punti di riferimento per lo studio e l'elaborazione dei modelli di diffusione epidemica.

## Il modello SIR
I due scienziati inizialmente osservarono che il numero totale dei portatori infetti cresceva se il numero delle nuove infezioni in un certo periodo era maggiore del numero di persone che, nello stesso periodo, diventavano non contagiose. Kermack e McKendrick divisero la popolazione in tre gruppi:
- Suscettibili (persone che potevano essere contagiate)
- Infettivi (persone che hanno contratto la malattia e sono contagiose)
- Rimossi (gli individui che hanno acquistato immunità, oppure sono morti o isolati)

Sulla base di questi tre gruppi svilupparono un modello SIR semplificato di diffusione delle infezioni.
Le equazioni di Kermack e McKendrick riguardavano i tassi di cambiamento e utilizzavano un sistema di equazioni differenziali.